# Ocean (Lady Antebellum)
Ocean è l'ottavo album in studio del gruppo musicale statunitense Lady Antebellum, pubblicato nel 2019.

## Tracce
1. What If I Never Get Over You – 3:26
2. Pictures – 2:58
3. Crazy Love – 3:25
4. You Can Do You – 4:08
5. What I'm Leaving For – 3:23
6. Be Patient with My Love – 5:06
7. Alright – 3:16
8. Let It Be Love – 3:38
9. On a Night Like This – 3:23
10. Boots – 3:33
11. The Thing That Wrecks You (featuring Little Big Town) – 4:35
12. Mansion – 3:12
13. Ocean – 3:30